# Life Sciences Film Festival
Life Sciences Film Festival je mezinárodní filmový festival dokumentárních filmů s tematikou přírodních a zemědělských věd. Festival spolupořádá Česká zemědělská univerzita v Praze a Harvest Films. Festival se koná každoročně v druhé polovině října. Místem konání je Kampus České zemědělské univerzity v Praze–Suchdole.
Od roku 2010 každoročně prezentuje více než 150 dokumentárních filmů z celého světa vztahujících se k přírodním vědám v návaznosti k zemědělské a potravinářské produkci. Zajímá se zejména o témata přesahující k otázkám trvalé udržitelnosti, společenského dopadu a kvality života. Propojuje příbuzné i zdánlivě nesouvisející vědní obory. V průběhu festivalu se koná řada diskusí, přednášek a ukázek zavádění prezentovaných témat do praxe.

## Ceny festivalu
- Velká cena LSFF (finanční odměna 3000 EUR)
- Cena ministra zemědělství
- Cena studentské poroty
- Cena děkana Fakulty agrobiologie, potravinových a přírodních zdrojů
- Cena děkana Provozně ekonomické fakulty
- Cena děkana Fakulty tropického zemědělství
- Cena děkana Technické fakulty
- Cena děkana Fakulty lesnické a dřevařské
- Cena děkana Fakulty životního prostředí.

## Držitelé Velké ceny festivalu
- 2011: Neporazitelní (The Invincible) – režie Catrin Powell
- 2012: Skrytý život genů (The Hidden Life of our Genes) – režie Hervé Nisic[2]
- 2013: DNA: Sny a realita (DNA Dreams) – režie Bregtje van der Haak[3]
- 2014: Mikrozrození (Microbirth) – režie Toni Harman, Alex Wakeford[4]
- 2015: Na obranu jídla (In Defense of Food) – režie Michael Schwarz[5]
- 2016: Farmáři půdy (Soil Farmers) – režie Joris van der Kamp
- 2017: Svět podle termitů (The World According to Termites) – režie Jan Hošek
- 2018: Fermentace čili proměna (Fermented)  – režie Jonathan Cianfrani
- 2019: Lidská přirozenost (Human Nature) – režie Adam Bolt